# Pavel Hobza
Pavel Hobza (* 21. říjen 1946 Přerov) je český chemik. Působí jako vedoucí skupiny Nekovalentní interakce na Ústavu organické chemie a biochemie AV ČR, a jako profesor fyzikální chemie na Univerzitě Karlově v Praze a Palackého Universitě v Olomouci. Zabývá se tzv. nepravou vodíkovou vazbou, objasněním role patrových interakcí v DNA a bioproteinech a vysvětlení úlohy disperzní energie v biomakromolekulách. V současnosti se věnuje nekovalentním interakcím a vazbám a jejich rolím v přírodních vědách. V roce 2008 získal Národní cenu Česká hlava za celoživotní vědecký přínos v oblasti výpočetní a teoretické chemie a v roce 2017 Schrödingerovu medaili (WATOC) „za vynikající práci na nekovalentních interakcích".

## Profesní a akademická činnost
Pavel Hobza promoval v roce 1969 na Fakultě jaderné a fyzikálně inženýrské ČVUT. Po absolvování vědecké aspirantury v Ústavu fyzikální chemie ČSAV více než 10 let strávil na Institutu hygieny a epidemiologie v Praze. Do ČSAV se vrátil v roce 1986.
V roce 2000 se stal vedoucím Centra komplexních molekulových systémů a biomolekul, v roce 2005 vedoucím Centra biomolekul a komplexních molekulových systémů a konečně v roce 2012 vedoucím Centra excelence s názvem Řízení struktury a funkce biomolekul na molekulové úrovni.
V současnosti působí v Ústavu organické chemie a biochemie AV ČR v pozici „Distinguished Chair“. Je profesorem na Karlově Univerzitě v Praze a Univerzitě Palackého v Olomouci a byl také hostujícím profesorem na Université de Montréal a Technische Universität München.
Kromě více než 550 publikací a třech knih se podílel jako editor na sestavení několika monotematických svazků prestižního vědeckého časopisu Chemical Reviews (1988, 1994, 2000, 2016) věnovaných nekovalentním interakcím. V letech 2014, 2015, 2016 a 2018 byl uveden v seznamu nejcitovanějších vědců světa, který vydává Web of Science. V listopadu 2019 měl na svém kontě 554 publikací, které získaly více než 41 tisíc citací s H-indexem 104.
Je členem britské Královské společnosti chemické a redakčních rad 5 evropských a českých chemických časopisů. Je také členem vědecké rady Karlovy University v Praze a Palackého University v Olomouci. Vedle toho byl garantem oboru chemie v Nadačním fondu Neuron na podporu vědy. V roce 2020 rezignoval na členství v Učené společnosti ČR, v souvislosti s kauzou Čeňka Gregora (viz níže).

## Ceny, ocenění, členství
- Dr.Sc., VŠCHT (1988)
- Cena českého literárního fondu (1981, 1989)
- Deutsche Forschungsemeinschaft Gastprofessor, Technická univerzita Mnichov (1992)
- člen Učené společnosti ČR (1996)
- člen Evropské akademie věd a umění (2000)
- Cena ministra školství, mládeže a tělovýchovy ČR za výzkum (2000)
- prof., Univerzita Karlova (2002)
- Cena Akademie věd ČR (2003)
- člen Královské chemické společnosti (2005)
- prof., Univerzita Palackého (2005)
- člen Photon Science Institute, University of Manchester (2006)
- Distinguished Chair, ÚOCHB (2007)
- Praemium Academiae, Akademie věd ČR (2007)
- Česká hlava, Vláda ČR (2008)
- World Class University Professor, Postech University, Pohang, Korea (2009)
- Čestný doktorát (dr.h.c.), VŠCHT (2012)
- Cena města Olomouce za rok 2015 v oblasti věda a výzkum[5][6]
- Schrödingerova medaile, World Association of Theoretical and Computational Chemists (2017)

## Členství v redakčních radách
- Chemistry – A European Journal (2005–)
- Chemical Reviews (1994–2004)
- Physical Chemistry Chemical Physics (2004–)
- ChemPhysChem (2006–)
- Chemical Physics (2006–)
- Collection of Czechoslovak Chemical Communications (2006–2012)

## Členství ve vědeckých a vládních výborech
- Rada pro výzkum, vývoj a inovace (2010–2012)
- Vědecká rady Univerzity Palackého (2015-)
- Vědecká rada Karlovy University (2015-)

## Kauza Čeňka Gregora
Na podzim 2018 upozornil Čeněk Gregor na možnou manipulaci s daty v článku Martina Heřmánka et al. z roku 2007, jehož byl spoluautorem. Čeněk Gregor uvedl, že na manipulaci upozornil již v roce 2012 během své první i druhé neúspěšné obhajoby disertační práce, a svůj neúspěch během obou obhajob dal do souvislosti s tímto upozorněním. Proti tomuto nařčení se ohradili členové komise v čele s jejím předsedou Pavlem Hobzou s poukazem, že upozornění nepadlo při první neúspěšné obhajobě, ale teprve při druhé, a to v nekonkrétní podobě. Ze zápisu z druhé obhajoby vyplývá, že "Prof. Otyepka na toto tvrzení okamžitě reagoval a chtěl vědět, kdo konkrétně s daty manipuloval a zda bylo manipulováno s daty v práci studenta či ve zmíněném článku. Na to Dr. Gregor pouze odpověděl, že v jeho práci žádná zmanipulovaná data nejsou a co se týče článku, tam nemůže jmenovat žádné konkrétní osoby. Toto závažné tvrzení týkající se manipulace s daty, které student nijak věcně nedoložil a neobhájil, vyvolalo u členů komise velkou vlnu nevole. Prof. Trávníček toto jednání označil za hrubé porušení vědecké etiky. Následně předseda komise ukončil veřejnou část..." Komise proto obvinění považovala za nepodložené. Uvedla jej nicméně do zápisu z obhajoby, který byl předán děkanovi fakulty. Okolnosti obou obhajob v roce 2019 prověřovalo také vedení univerzity, které konstatovalo, že neshledalo žádné odborné ani morální pochybení ze strany členů komise, a případ uzavřelo.

### Česky
- HOBZA, Pavel a ZAHRADNÍK, Rudolf. Slabé mezimolekulové interakce v chemii a biologii. 1. [díl], Teorie. 2. vyd. Praha: Academia, 1980. 154 s.
- HOBZA, Pavel a ZAHRADNÍK, Rudolf. Slabé mezimolekulové interakce v chemii a biologii. 2. [díl], Aplikace. 2. vyd. Praha: Academia, 1980. 131 s.
- HOBZA, Pavel a ZAHRADNÍK, Rudolf. Mezimolekulové komplexy: úloha van der Waalsových systémů ve fyzikální chemii a v biodisciplínách. 1. vyd. Praha: Academia, 1988. 288 s.

### Anglicky
- HOBZA, Pavel a ZAHRADNÍK, Rudolf. Intermolecular Complexes: the Role of van der Waals Systems in Physical Chemistry and in the Biodisciplines. 1. vyd. Praha: Academia, 1988. 307 s.
- HOBZA, Pavel and MULLER-DETHLEFS, Klaus. Non-Covalent Interactions. Theory and Experiment. Book Series: RSC Theoretical and Computational Chemistry Series, 2010, 225 pages.

### Rusky
- HOBZA, Pavel a ZAHRADNÍK, Rudolf. Mežmolekuljarnyje kompleksy: Rol' vandervaal'sovych sistem v fizičeskoj chimii i biodisciplinach. Moskva: Mir, 1989. 375 s. ISBN 5-03-001103-X.